# Gottfried Heinrich Handelmann
Gottfried Heinrich Handelmann (* Altona, 9 de agosto de 1827- † Kiel, 26 de abril de 1891) foi um historiador alemão.
Entre 1847 e 1853, Handelmann estudou história e filologia em Heidelberg, Kiel, Berlim e Göttingen. Em 1866 tornou-se tanto professor da Universidade de Kiel quanto diretor do Museu de Antigüidades de Schleswig-Holstein.
Publicou várias obras acerca da história regional de Schleswig-Holstein, bem como sobre a história de diversos países americanos.
A sua História do Brasil, publicada originalmente em 1860, foi traduzida para o português por Lúcia Furquim Lahmeyer, Bertoldo Klinger e Basílio de Magalhães  em 1931, numa iniciativa do Instituto Histórico e Geográfico Brasileiro.

## Escritos (seleção)
- (1853) Die letzten Zeiten hansischer Übermacht im skandinavischen Norden, Kiel.
- (1856) Geschichte der Vereinigten Staaten, Kiel.
- (1860) Geschichte der Insel Haiti, Kiel.
- (1860) Geschichte von Brasilien, Berlin.
- (1865) Der Herzog Adolf von Holstein-Gottorp, Kiel.
- (1872-1874) Vorgeschichtliche Steindenkmäler in Schleswig-Holstein, 3 vols., Kiel.
- (1873) Geschichte von Schleswig, Kiel.
- (1875) Vorgeschichtliche Altertumskunde von Schleswig, Kiel.